# BRDC International Trophy 1975
Il BRDC International Trophy 1975 (XXVII Daily Express BRDC International Trophy) è stata una gara di Formula 1, non valida per il campionato del mondo, che è stata disputata il 13 aprile 1975 sul Circuito di Silverstone, nel Regno Unito.
La gara venne vinta da Niki Lauda su Ferrari; questa rappresentò la prima gara di F1 non valida per il mondiale, vinta dall'austriaco. Essa fu anche la prima vittoria assoluta della Ferrari 312 T.

## Vigilia

### Aspetti tecnici
A differenza della Race of Champions, corsa circa un mese prima, sempre nel Regno Unito, alla gara parteciparono solo vetture di F1, anche a seguito delle polemiche che i piloti della massima formula alimentarono in merito ai problemi di sicurezza che potevano sorgere dal far correre nella stessa gara vetture di categorie diverse.
Essa rappresentò l'ultima edizione di una gara di F1 svolta sul tracciato ancora privo di chicane. Vennero inaugurati,  per l'occasione, i nuovi box del circuito, alla presenza del Principe Filippo.

## Piloti e team
Solo la Lotus iscrisse due vetture: una affidata a Peterson, l'altra all'esordiente inglese Jim Crawford, al posto del titolare Jacky Ickx. Si rividero la Scuderia Ferrari, con Niki Lauda, la Brabham (con Carlos Reutemann), la Copersucar con Wilson Fittipaldi e l'Hesketh con James Hunt. Su un'Hesketh dell'Harry Stiller Racing fece il suo esordio Alan Jones. Confermata Lella Lombardi alla March, la Williams iscrisse solo Arturo Merzario, la Tyrrell solo Patrick Depailler, mentre Graham Hill prese il posto di Rolf Stommelen nella scuderia di sua proprietà.
I seguenti piloti e costruttori vennero iscritti alla gara:
| Team                                         | Telaio                       | Gomme | Nr. | Pilota             |
| -------------------------------------------- | ---------------------------- | ----- | --- | ------------------ |
| Marlboro Team Texaco                         | McLaren M23-Ford Cosworth    | G     | 1   | Emerson Fittipaldi |
| Elf Team Tyrrell                             | Tyrrell 007-Ford Cosworth    | G     | 4   | Patrick Depailler  |
| John Player Team Lotus                       | Lotus 72 E-Ford Cosworth     | G     | 5   | Ronnie Peterson    |
| John Player Team Lotus                       | Lotus 72 E-Ford Cosworth     | G     | 6   | Jim Crawford       |
| Motor Racing Developments                    | Brabham BT44-Ford Cosworth   | G     | 7   | Carlos Reutemann   |
| Lavazza March                                | March 751-Ford Cosworth      | G     | 10  | Lella Lombardi     |
| Scuderia Ferrari SEFAC SpA                   | Ferrari 312 T                | G     | 12  | Niki Lauda         |
| Stanley BRM                                  | BRM P201                     | G     | 14  | Bob Evans          |
| UOP Shadow Racing Team                       | Shadow DN5-Ford Cosworth     | G     | 16  | Tom Pryce          |
| Team Surtees                                 | Surtees TS16-Ford Cosworth   | G     | 18  | John Watson        |
| Frank Williams Racing Cars                   | Williams FW03-Ford Cosworth  | G     | 20  | Arturo Merzario    |
| Embassy Racing with Graham Hill              | Hill GH1 T371-Ford Cosworth  | G     | 22  | Graham Hill        |
| Hesketh Racing                               | Hesketh 308B-Ford Cosworth   | G     | 24  | James Hunt         |
| Vel's Parnelli Jones Racing                  | Parnelli VPJ-4-Ford Cosworth | G     | 27  | Mario Andretti     |
| First National City Travellers Checks Penske | Penske PC1-Ford Cosworth     | G     | 28  | Mark Donohue       |
| Copersucar                                   | Fittipaldi FD-Ford Cosworth  | G     | 30  | Wilson Fittipaldi  |
| Pinch (Plant) Ltd                            | Lyncar L006-Ford Cosworth    |       | 50  | John Nicholson     |
| HB Bewaking Team Ensign                      | Ensign N174-Ford Cosworth    | G     | 51  | Roelof Wunderink   |
| Safir Engineering                            | Safir RJ02-Ford Cosworth     |       | 52  | Tony Trimmer       |
| Harry Stiller Racing                         | Hesketh 308B-Ford Cosworth   | G     | 53  | Alan Jones         |

## Qualifiche

### Resoconto
Il primo giorno di prove il tempo migliore venne ottenuto da Niki Lauda su Ferrari in 1'17"4, migliorando così, di quasi due secondi, il tempo ottenuto da Ronnie Peterson due anni prima. Lauda precedette proprio Peterson, poi Emerson Fittipaldi, James Hunt e Patrick Depailler. Le prove furono caratterizzata da incidenti sia a Jim Crawford che a Wilson Fittipaldi, senza conseguenze per i due piloti.
Nella seconda giornata di prove James Hunt conquistò la pole con 1'17"3, mentre Lauda fu penalizzato da un problema di sovrasterzo all'avantreno dovuto al diverso diametro degli pneumatici. L'inglese aveva ottenuto la migliore prestazione anche nell'edizione del 1974.

### Risultati
Nella sessione di qualifica si è avuta questa situazione: 
| Pos | Nº | Pilota             | Costruttore              | Tempo  | Griglia |
| --- | -- | ------------------ | ------------------------ | ------ | ------- |
| 1   | 24 | James Hunt         | Hesketh-Ford Cosworth    | 1'17"3 | 1       |
| 2   | 12 | Niki Lauda         | Ferrari                  | 1'17"4 | 2       |
| 3   | 5  | Ronnie Peterson    | Lotus-Ford Cosworth      | 1'17"6 | 3       |
| 4   | 1  | Emerson Fittipaldi | McLaren-Ford Cosworth    | 1'17"8 | 4       |
| 5   | 16 | Tom Pryce          | Shadow-Ford Cosworth     | 1'17"9 | 5       |
| 6   | 7  | Carlos Reutemann   | Brabham-Ford Cosworth    | 1'18"3 | 6       |
| 7   | 4  | Patrick Depailler  | Tyrrell-Ford Cosworth    | 1'18"3 | 7       |
| 8   | 18 | John Watson        | Surtees-Ford Cosworth    | 1'18"4 | 8       |
| 9   | 53 | Alan Jones         | Hesketh-Ford Cosworth    | 1'18"6 | 9       |
| 10  | 27 | Mario Andretti     | Parnelli-Ford Cosworth   | 1'18"7 | 10      |
| 11  | 28 | Mark Donohue       | Penske-Ford Cosworth     | 1'19"0 | 11      |
| 12  | 50 | John Nicholson     | Lyncar-Ford Cosworth     | 1'19"9 | 12      |
| 13  | 20 | Arturo Merzario    | Williams-Ford Cosworth   | 1'20"0 | 13      |
| 14  | 10 | Lella Lombardi     | March-Ford Cosworth      | 1'20"1 | 14      |
| 15  | 51 | Roelof Wunderink   | Ensign-Ford Cosworth     | 1'20"5 | 15      |
| 16  | 14 | Bob Evans          | BRM                      | 1'20"5 | 16      |
| 17  | 22 | Graham Hill        | Hill-Ford Cosworth       | 1'21"1 | 17      |
| 18  | 52 | Tony Trimmer       | Safir-Ford Cosworth      | 1'21"2 | 18      |
| 19  | 30 | Wilson Fittipaldi  | Fittipaldi-Ford Cosworth | 1'21"3 | 19      |
| 20  | 6  | Jim Crawford       | Lotus-Ford Cosworth      | 1'22"9 | NP      |

## Gara

### Resoconto
Dopo Jim Crawford, costretto a dare forfait per l'incidente delle prove, anche Arturo Merzario e Ronnie Peterson non presero parte alla gara per dei problemi al motore scontati nel giro di formazione.
Al via il poleman James Hunt mantiene la testa, davanti a Niki Lauda, Emerson Fittipaldi, Patrick Depailler, John Watson e Mario Andretti; lo statunitense, già nel corso del primo giro, supera il nordirlandese della Surtees. Andretti pochi giri dopo riuscirà a passare anche Depailler.
Hunt comandò la gara fin oltre la metà, poi, una rottura del propulsore, dopo 26 giri, lo costrinse al ritiro. Lauda si trovò così a comandare la gara, seguito da vicino da Fittipaldi. Il resto del plotone risultava alquanto distante.
Nel finale Emerson Fittipaldi tentò di passare Lauda, sfruttando la migliore velocità in curva della sua monoposto. Proprio nell'ultima tornata il brasiliano riuscì ad affiancare la Ferrari dell'austriaco alla Woodcote, ma Lauda fu capace di precedere sul traguardo la Mclaren per solo un decimo. Mario Andretti chiuse terzo, davanti a Watson, Depailler, e Mark Donohue. Questa rappresentò l'ultima gara di F1, anche se non titolata, per Graham Hill.

### Risultati
I risultati del gran premio sono i seguenti:
| Pos | No | Pilota             | Costruttore              | Giri | Tempo/Ritiro     | Griglia |
| --- | -- | ------------------ | ------------------------ | ---- | ---------------- | ------- |
| 1   | 12 | Niki Lauda         | Ferrari                  | 40   | 52'17"6          | 2       |
| 2   | 1  | Emerson Fittipaldi | McLaren-Ford Cosworth    | 40   | + 0"1            | 4       |
| 3   | 27 | Mario Andretti     | Parnelli-Ford Cosworth   | 40   | + 34"2           | 10      |
| 4   | 18 | John Watson        | Surtees-Ford Cosworth    | 40   | + 41"9           | 8       |
| 5   | 4  | Patrick Depailler  | Tyrrell-Ford Cosworth    | 40   | + 48"1           | 7       |
| 6   | 28 | Mark Donohue       | Penske-Ford Cosworth     | 40   | + 50"3           | 11      |
| 7   | 53 | Alan Jones         | Hesketh-Ford Cosworth    | 40   | + 58"2           | 9       |
| 8   | 7  | Carlos Reutemann   | Brabham-Ford Cosworth    | 39   | + 1'23"7         | 6       |
| 9   | 16 | Tom Pryce          | Shadow-Ford Cosworth     | 40   | + 1'24"3         | 5       |
| 10  | 14 | Bob Evans          | BRM                      | 39   | +1 Giro          | 16      |
| 11  | 22 | Graham Hill        | Hill-Ford Cosworth       | 39   | +1 Giro          | 17      |
| 12  | 10 | Lella Lombardi     | March-Ford Cosworth      | 39   | + 1 Giro         | 14      |
| 13  | 50 | John Nicholson     | Lyncar-Ford Cosworth     | 39   | + 1 Giro         | 12      |
| 14  | 52 | Tony Trimmer       | Safir-Ford Cosworth      | 39   | + 1 Giro         | 18      |
| Rit | 51 | Roelof Wunderink   | Ensign-Ford Cosworth     | 29   | Telaio           | 15      |
| Rit | 24 | James Hunt         | Hesketh-Ford Cosworth    | 25   | Motore           | 1       |
| Rit | 30 | Wilson Fittipaldi  | Fittipaldi-Ford Cosworth | 1    | Probl. elettrico | 19      |
| NP  | 5  | Ronnie Peterson    | Lotus-Ford Cosworth      | 0    | Motore           | 3       |
| NP  | 20 | Arturo Merzario    | Williams-Ford Cosworth   | 0    | Motore           | 13      |
| NP  | 6  | Jim Crawford       | Lotus-Ford Cosworth      |      | Incidente        |         |